# Mistrzostwa Azji we wspinaczce sportowej
Mistrzostwa Azji we wspinaczce sportowej (ang. IFSC Climbing Asian Championships) – azjatyckie zawody wspinaczkowe organizowane są przez Międzynarodową Federację Wspinaczki Sportowej (IFCS). Do 2006 roku były nazywane Mistrzostwami Azji UIAA.

## Edycje Mistrzostw Azji
Rodzaje konkurencji rozgrywanych na Mistrzostwach Azji w ramach wspinaczki sportowej;
indywidualne – B – bouldering, P – prowadzenie, C – na czas, Ł – wspinaczka łączna oraz
zespołowe –CR – sztafeta we wspinaczce na czas (ang. speed relay).
| Lp. | Rok  | Miejsce           | Państwo          | Data           | Konkurencje        | www           |
| --- | ---- | ----------------- | ---------------- | -------------- | ------------------ | ------------- |
| 1-2 |      |                   |                  |                |                    |               |
| 3   | 1994 | Matsumoto         | Japonia          |                | P + C              |               |
| 4   | 1995 | Singapur          | Singapur         |                | P + C              |               |
| 7   | 1998 | Taoyuan           | Chińskie Tajpej  | 19–20.12.1998  | P + C              |               |
| 9   | 2000 | Kuala Lumpur      | Malezja          | 25–26.11.2000  | P + C              | [ 2 ]         |
| 10  | 2001 | Dżakarta          | Indonezja        | 27–28.10.2001  | P + C              |               |
| 10  | 2001 | Yonghe            | Chińskie Tajpej  | 19–20.12.2001  | B                  |               |
| 11  | 2002 | Toyama            | Japonia          | 12–13.10.2002  | P + C              |               |
| 12  | 2003 | Pekin             | Chiny            | 23–24.08.2003  | P + C              | [ 3 ]         |
| 13  | 2004 | Jeolla Południowa | Korea Południowa | 30–31.10.2004  | P + C              |               |
| 14  | 2005 | Kerman            | Iran             | 20–22.09.2005  | P + C              |               |
| 15  | 2006 | Kaohsiung         | Tajwan           | 26–29.10.2006  | B + P + C          |               |
| 16  | 2007 | Kanton            | Chiny            | 0 8–11.11.2007 | B + P + C          |               |
| 17  | 2008 | Kanton            | Chiny            | 21–25.05.2008  | B + P + C          | [ 4 ]         |
| 18  | 2009 | Chuncheon         | Korea Południowa | 28–30.08.2009  | B + P + C          |               |
| 19  | 2010 | Changzhi          | Chiny            | 16–19.09.2010  | B + P + C          |               |
| 20  | 2011 | Huangshi          | Chiny            | 09–11.12.2011  | B + P + C          |               |
| 20  | 2012 | Leye              | Chiny            | 25–28.04.2012  | B + P + C          |               |
| 21  | 2013 | Teheran           | Iran             | 22–24.05.2013  | B + P + C          |               |
| 22  | 2014 | Lombok            | Indonezja        | 0 1–3.10.2014  | B + P + C          | [ 5 ]         |
| 23  | 2015 | Ningbo            | Chiny            | 20–22.11.2015  | B + P + C + CR     | [ 6 ]         |
| 24  | 2016 | Duyun             | Chiny            | 0 3–6.08.2016  | B + P + C + CR     | [ 7 ]         |
| 25  | 2017 | Teheran           | Iran             | 18–21.09.2017  | B + P + C + CR     | [ 8 ]         |
| 26  | 2018 | Kurayoshi         | Japonia          | 07–11.11.2018  | B + P + C + Ł      | [ 9 ]         |
| 27  | 2019 | Bogor             | Indonezja        | 06–10.11.2019  | B + P + C + Ł + CR | [ 10 ] [ 11 ] |